# هلاری (بوتان)
هلاری (به لاتین: Hlari) یک منطقهٔ مسکونی در بوتان (کشور) است که در استان ها واقع شده‌است.